# Karl Ahrens
Karl Ahrens (ur. 13 marca 1924 w Hilter am Teutoburger Wald, zm. 6 marca 2015 w Gehrden) – niemiecki polityk, prawnik i urzędnik, parlamentarzysta, w latach 1983–1986 przewodniczący Zgromadzenia Parlamentarnego Rady Europy.

## Życiorys
Po zdaniu matury w Osnabrück w 1942 został członkiem NSDAP, w czasie II wojny światowej walczył na froncie i dostał się do niewoli. Po wojnie studiował prawo i ekonomię na Uniwersytecie w Getyndze, w 1952 uzyskał stopień doktora nauk prawnych. W 1955 zdał egzamin asesorski. Od końca lat 50. pracował w urzędzie miejskim w Northeim i związku komunalnym gmin aglomeracji Hamburga oraz jako dyrektor departamentu samorządów i planowania w ministerstwie spraw wewnętrznych Dolnej Saksonii. Zaangażował się w działalność w ramach Socjaldemokratycznej Partii Niemiec, w latach 1969–1990 zasiadał w Bundestagu. Od 1970 do 1991 był także członkiem i w latach 1983–1986 przewodniczącym Zgromadzenia Parlamentarnego Rady Europy; później do 1991 kierował w nim frakcją socjaldemokratyczną. Pełnił także funkcję rzecznika Niemiec w zgromadzeniu międzyparlamentarnym Unii Zachodnioeuropejskiej, a od 1984 do 1996 szefa Stowarzyszenia Europejskich Regionów Granicznych.

## Odznaczenia
Odznaczony Krzyżem Zasługi I klasy (1982), Wielkim Krzyżem Zasługi (1986) i Wielki Krzyż Zasługi z Gwiazdą Orderu Zasługi Republiki Federalnej Niemiec oraz Wielką Złotą Odznaka Honorową z Gwiazdą za Zasługi dla Republiki Austrii.